# Andrea Schröder-Ehlers

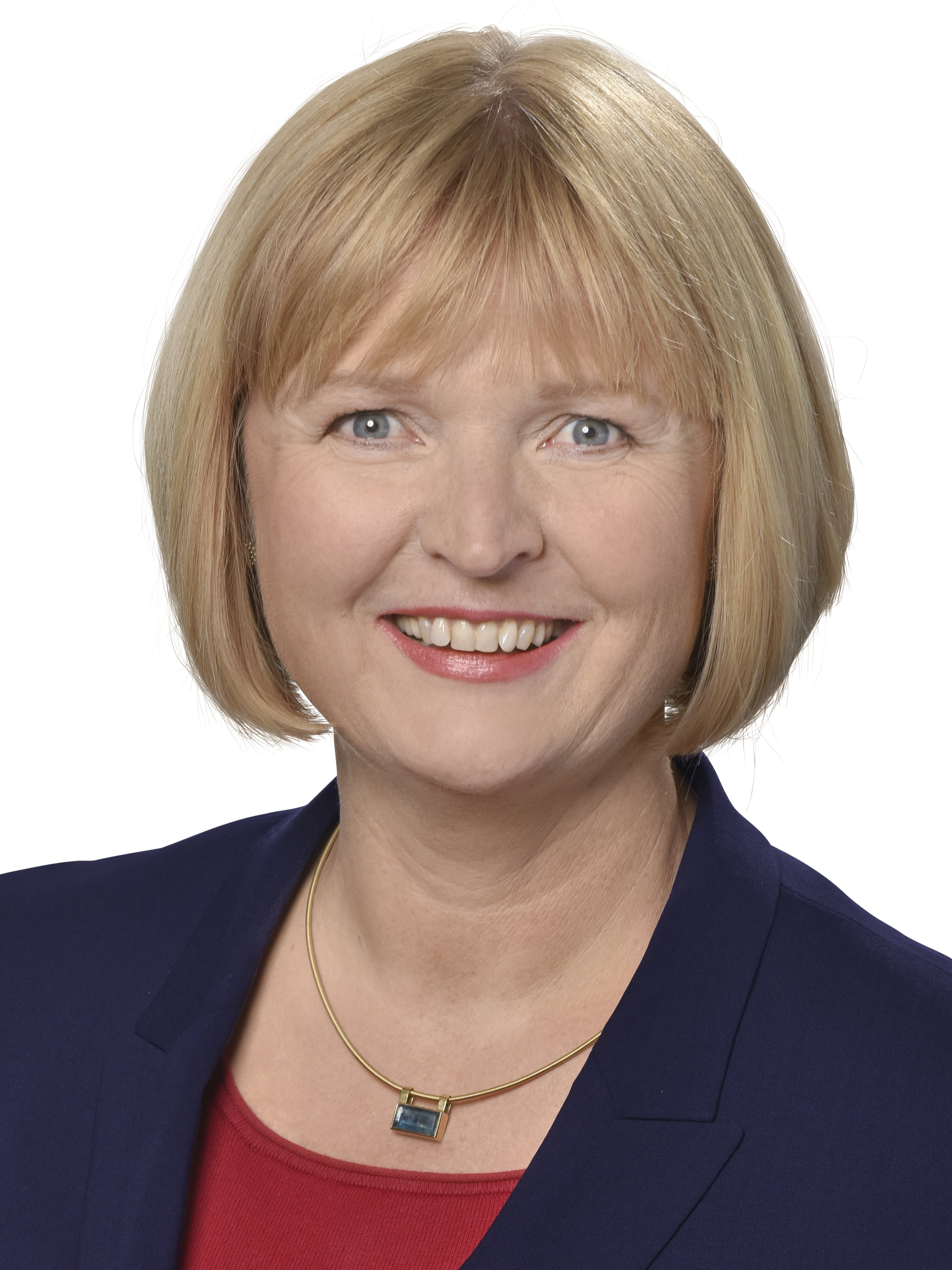
Andrea Schröder-Ehlers 2018

Andrea Schröder-Ehlers (* 12. Oktober 1961 in Soltau) ist eine deutsche Politikerin (SPD). Sie war von 2008 bis 2022 Abgeordnete des Niedersächsischen Landtags.

## Beruflicher Werdegang
Nach dem Abitur am Gymnasium Soltau absolvierte Schröder-Ehlers ein Studium der Rechtswissenschaft an den Universitäten in Berlin und Hamburg, das sie mit dem Ersten Staatsexamen abschloss. Im Anschluss an den juristischen Vorbereitungsdienst und die Ablegung des Zweiten Staatsexamens war sie zunächst als Dezernentin für Wirtschaftsförderung, später als Persönliche Referentin und Pressesprecherin bei der Bezirksregierung Lüneburg tätig. Von 1998 bis zur Wahl in den Landtag im Jahre 2008 arbeitete sie als Fachbereichsleiterin für Sicherheit, Umwelt, Verkehr und Bürgerservice bei der Stadt Lüneburg. Im Jahre 2023 wählte der Landtag sie zur Vizepräsidentin des Niedersächsischen Landesrechnungshofes.

## Politische Laufbahn
Schröder-Ehlers ist seit 1996 Mitglied der SPD. 2009 wurde sie als Nachfolgerin von Hedi Wegener zur Vorsitzenden des SPD-Unterbezirks Lüneburg gewählt. Des Weiteren ist sie Mitglied im Vorstand des SPD-Bezirks Hannover und Besitzerin im Vorstand des Landesverbandes der SPD Niedersachsen.
Schröder-Ehlers ist seit 2011 Mitglied des Kreistages Lüneburg und dort stellvertretende Vorsitzende der SPD-Kreistagsfraktion.
Bei der Landtagswahl in Niedersachsen 2008 zog sie über die Landesliste der SPD in den Niedersächsischen Landtag ein, bei den Landtagswahlen 2013 und 2017 gewann sie jeweils das Direktmandat im Wahlkreis 49 (Lüneburg). Im Parlament war sie Sprecherin der niedersächsischen SPD-Landtagsfraktion für die Bereiche Ländlicher Raum, Ernährung, Landwirtschaft, Verbraucherschutz und Demografie. In der 18. Wahlperiode war sie Vorsitzende des Ausschusses für Rechts- und Verfassungsfragen. Bei der Landtagswahl 2022 verlor sie das Direktmandat an Pascal Mennen (Grüne) und schied aus dem Landtag aus.

## Ehrenämter
Schröder-Ehlers engagiert sich ehrenamtlich im Arbeiter-Samariter-Bund (ASB). Sie ist Vorsitzende des ASB-Kreisverbandes Lüneburg und stellvertretende Vorsitzende des ASB-Landesverbandes Niedersachsen und Mitglied des Bundesvorstandes des ASB Deutschland.

## Privates
Schröder-Ehlers ist Mutter einer Tochter.